# Greenbank House

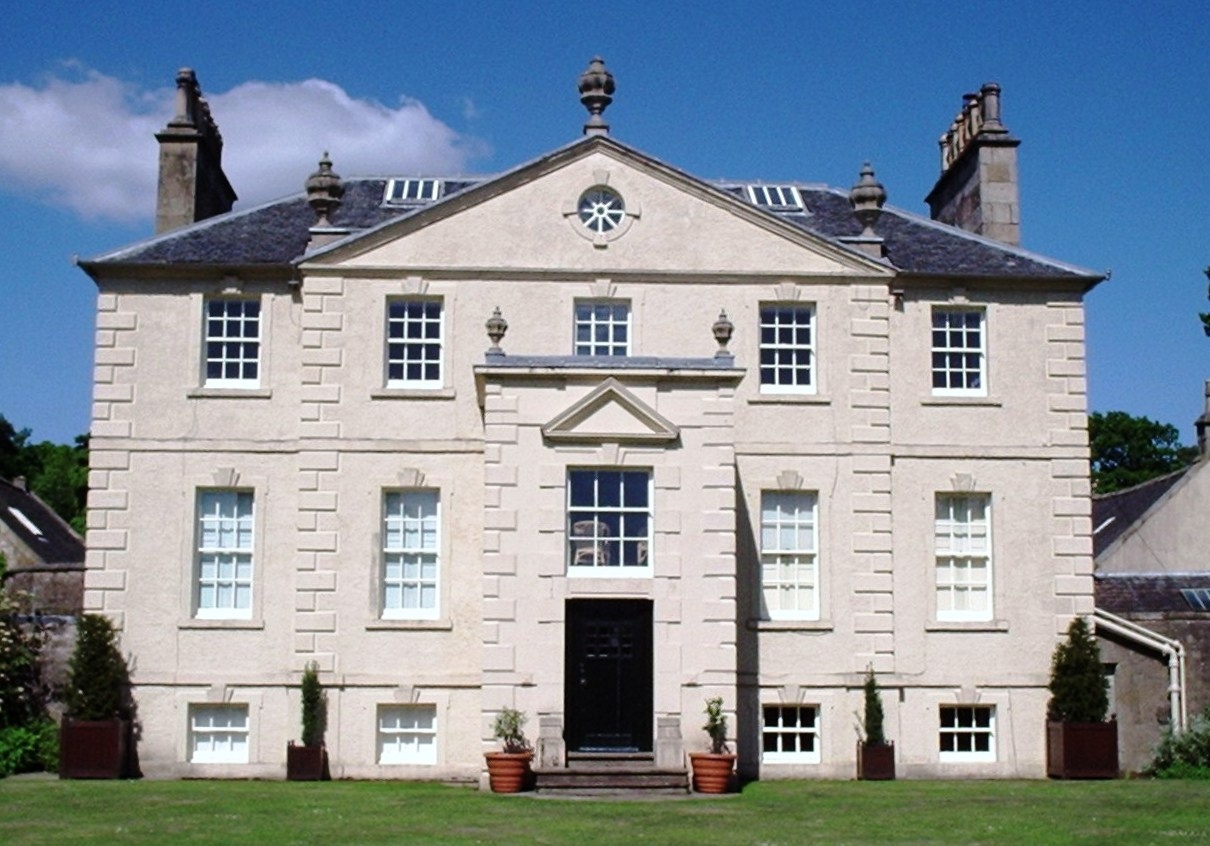
Greenbank House

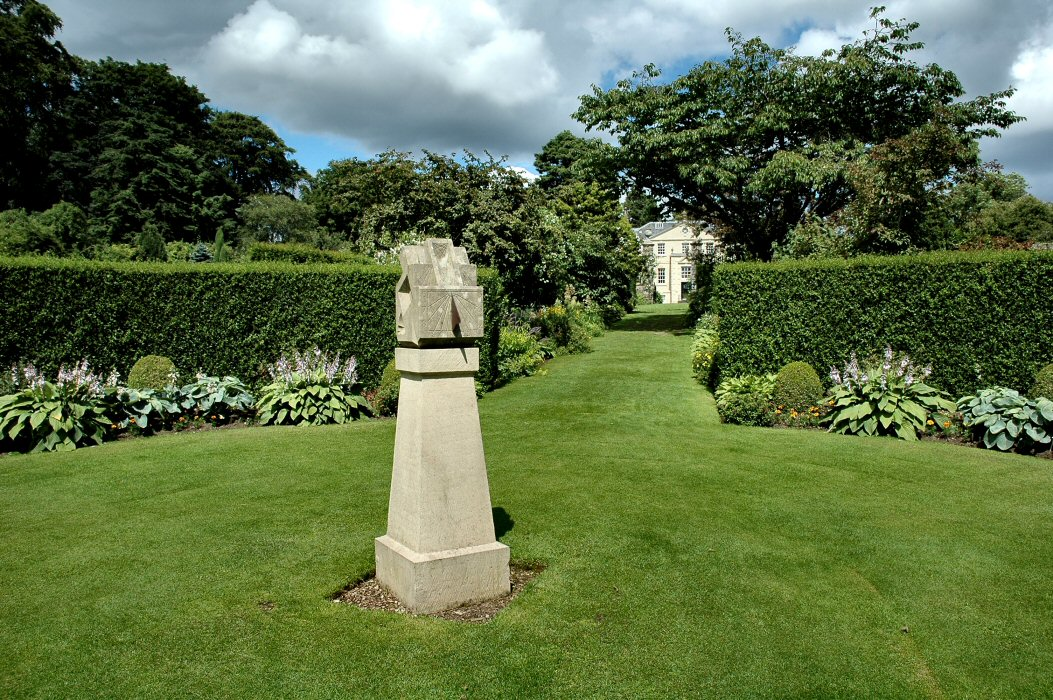
Garten jenseits von Greenbank House

Greenbank House ist eine Villa in der schottischen Stadt Clarkston in der Council Area East Renfrewshire. Sie liegt am Südwestende der Stadt in der Parkanlage Greenbank Garden auf halber Strecke zum benachbarten Newton Mearns. 1971 wurde das Greenbank House in die schottischen Denkmallisten in der Kategorie A aufgenommen.

## Geschichte
Bauherr von Greenbank House war Robert Allason. Dieser war Enkel eines Bauern, dessen Familie seit Generationen das Land um das heutige Greenbank House bewirtschaftet hatte. Er erlernte das Bäckerhandwerk in den südlichen Stadtteilen Glasgows, etablierte sich dann erfolgreich als Sklaven- und Tabakhändler und gehörte schließlich zu den erfolgreichsten Personen im britischen Handel mit den Kolonien in Nordamerika und der Karibik dieser Zeit. Allason erwarb das weitläufige Grundstück und begann 1764 mit dem Bau von Greenbank House. Als Architekt war wahrscheinlich Allan Dreghorn für die Planung verantwortlich, der jedoch noch im selben Jahr verstarb. Im folgenden Jahr wurde die Villa fertiggestellt. Nachdem sich Allasons Geschäfte im Zuge des Amerikanischen Unabhängigkeitskriegs verschlechterten und er schließlich pleiteging, wechselte das Gebäude mehrfach den Eigentümer. Mehrere Generationen lang gehörte es der Familie Hamilton. Es gelangte schließlich 1961 in den Besitz von William P. Blyth und seiner Frau, die einen Ziergarten anlegten und das Anwesen 1976 dem National Trust for Scotland übereigneten. So wurde es für die Öffentlichkeit zugänglich. 2019 wurde Greenbank Garden von rund 17.000 Personen besucht. 2024 betrug die Besucherzahl etwa 16.000 Personen.
Während auf dem etwa einen Hektar großen Grundstück jenseits von Greenbank House früher Baum- und Feldfrüchte angepflanzt wurden, stammt die heutige parkähnliche Gartenanlage aus dem 20. Jahrhundert und ist unter Regie der Familie Blyth entstanden.